# Looc, Romblon

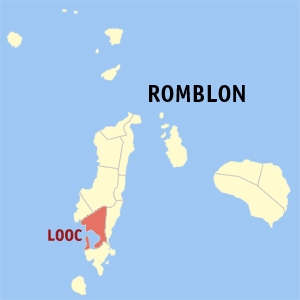
Bản đồ Romblon với vị trí của Looc

Looc là một đô thị hạng 4 ở tỉnh Romblon, Philippines. Theo điều tra dân số năm 2000, đô thị này có dân số 19.898 người trong 4.262 hộ.

## Barangay
Looc được chia thành 12 barangay.
- Agojo
- Balatucan
- Buenavista
- Camandag
- Guinhayaan
- Limon Norte
- Limon Sur
- Manhac
- Pili
- Poblacion
- Punta
- Tugis